# قارچ قلنبه
قارچ قلنبه(نام علمی: Boletus) نام یک سرده از تیره قارچ‌های بولتاسئائه است.